# Colors HTML
En aquest article es descriuen els fonaments del sistema de colors RGB amb vista a fer-los servir en les pàgines HTML.

## Fonament teòric
La paleta de colors RGB (inicials de red, green, blue en anglès), que en altres idiomes s'anomena RVB (rouge, vert, bleu en francès), RVA (rojo, verde, azul en castellà), etc., consta, bàsicament, de tres colors primaris additius: Vermell-Verd-Blau. Aquests colors primaris additius, en HTML, estan representats per tres parells hexadecimals del tipus 0xHH-HH-HH segons el següent format:
Els valors que pot adoptar cada un dels tres parells hexadecimals van del 0x00 (0 decimal) al 0xFF (255 decimal).
Com més gran sigui el valor del parell, més gran serà també la intensitat matís, lluminositat o claredat) del color corresponent a aquest parell (i viceversa).
Això implica que l'extrem inferior de l'escala cromàtica parteix d'una intensitat (grau) de color mínima (nul = parell 0x00), passa per una intensitat de color mitjana (mitjà = parell 0x80 [128 decimal]) fins a arribar a una intensitat de color màxima (saturat = par 0xFF).
El grau de més alta puresa (absolut) d'un color primari additiu estarà determinat per la presència total d'aquest (saturació = 0xFF) juntament amb l'absència total (nul·litat = 0x00) dels altres dos colors primaris additius.
A més d'aquests tres colors primaris additius (RGB), hi ha tres colors primaris sostractius o CMY: Cian-Magenta-Groc. Aquests colors sorgeixen de la següent combinació (mescla) dels primaris additius:
Cian = Verd + Blau
Magenta = Vermell + Blau
Groc = Vermell + Verd
Pel que fa al seu grau de puresa, passa el contrari dels colors primaris additius, ja que el grau absolut el determina la nul·litat d'un dels seus components i la saturació dels altres dos.
Els colors complementaris dels primaris, tant additius com sostractius, seran recíprocament:
Vermell ↔ Cian
Verd ↔ Magenta
Blau ↔ Groc
La combinació simultània dels tres primaris additius saturats produeix el blanc (0xFFFFFF). Contràriament, la combinació simultània dels tres primaris sostractius nuls produeix el negre (0x000000).
Resulta clar també que la combinació de dos colors mútuament complementaris produirà el blanc, igual que la sostracció (absorció) de tots dos produirà el negre (absència total de color). Així, v. gr., el vermell (0xFF0000) més el seu complemetari que és el cian (0x00FFFF), generen el blanc (0xFFFFFF). De fet, el cian no és altra cosa que la sostracció del vermell al blanc. Observeu els següents gràfics:

Síntesi additiva de color RGB

Síntesi sostractiva de color CMY

Per la seva part, el gris mitjà (0x808080), que és el terme mitjà exacte entre el negre i el blanc, s'obtindrà a partir de la combinació simultània dels tres primaris additius mitjans. Anàlogament, el gris semi-saturat (clar) s'obtindrà a partir de la combinació 0xC0C0C0, mentre que el gris semi-nul (fosc) mitjançant 0x404040.
D'aquesta manera, tenim que la resta dels colors, que estan compresos entre el negre (0x000000) i el blanc (0xFFFFFF), sorgeixen de la combinació dels tres primaris additius en diversos graus. En altres paraules: n'hi haurà prou a reemplaçar cada un dels parells 0xHH-HH-HH per un valor comprès entre 0x00 i 0xFF per obtenir qualsevol dels colors possibles.
Encara en la pràctica, pot haver-hi algunes combinacions que no siguin vàlides. Això passava fa temps, quan la paleta de colors més grossa tenia 256 colors. Per això, hi ha 216 colors reservats (uns altres 40 per al sistema), dels quals alguns es mostren aquí.

## Triplet hexadecimal
El triplet hexadecimal és un nombre de sis dígits format per tres bytes en hexadecimal. S'utilitza en documents HTML, CSS i en altres aplicacions informàtiques.
Els bytes representen els percentatges dels colors vermell, verd i blau (RGB). Cadascun utilitza una franja de 00h a FFh (Notació hexadecimal) o de 0 a 255 en notació decimal. El triplet hexadecimal és format per la concatenació de tres bytes en hexadecimal:
Byte 1: valor de vermell
Byte 2: valor de verd
Byte 3: valor de blau
Per exemple, considerem el color en què els valors vermell/verd/blau són nombres decimals: vermell=36, verd=104, blau=160 (un color grisós-blau). Els nombres decimals 36, 104 i 160 són 24, 68 i A0 respectivament en notació hexadecimal. Per obtenir el triplet hex, senzillament escrivim els tres bytes hex junts sense espais, així: 2468A0. Si un byte és menor que 16 (decimal) o 10 (hex) s'ha de representar amb un zero per mantenir el nombre de dígits en el triplet igual a sis. Per exemple, el triplet decimal 0,1,2 es representaria amb el triplet hex 000102.
El nombre de colors que es pot representar en aquest sistema és
{\displaystyle 256\times 256\times 256=16,777,216}

## Taula simplificada de colors
El que hem vist fins aquí ens permet obtenir la següent taula de colors amb els seus respectius valors hexadecimals:

### Primaris additius saturats (absoluts)
- VERMELL = FF0000
- VERD = 00FF00
- BLAU = 0000FF

- Combinació dels tres primaris additius saturats (absoluts).
  - BLANC = FFFFFF

### Primaris sostractius nuls (absoluts)
- CIAN = 0x00FFFF
- MAGENTA = 0xFF00FF
- GROC = 0xFFFF00

- Combinació dels tres primaris sostractius nuls (absoluts)
  - NEGRE = 0x000000

### Alguns secundaris i terciaris (mitjans)
- GRIS = 0x808080
- ROSA = 0xFF8080
- VIOLAT = 0x800080
- CELEST = 0x80FFFF
- MARRÓ = 0x800000

- TARONJA = 0xFF8000
- LAVANDA = 0x8000FF
- TURQUESA = 0x00FF80
- OR VELL = 0xBBBB20

## Nom de colors X11
| Nom HTML             | Codi Hex R G B | Codi decimal R G B |
| -------------------- | -------------- | ------------------ |
| Tons roses           |                |                    |
| Pink                 | FF C0 CB       | 255 192 203        |
| LightPink            | FF B6 C1       | 255 182 193        |
| HotPink              | FF 69 B4       | 255 105 180        |
| DeepPink             | FF 14 93       | 255 20 147         |
| PaleVioletRed        | DB 70 93       | 219 112 147        |
| MediumVioletRed      | C7 15 85       | 199 21 133         |
| Tons vermells        |                |                    |
| LightSalmon          | FF A0 7A       | 255 160 122        |
| Salmon               | FA 80 72       | 250 128 114        |
| DarkSalmon           | E9 96 7A       | 233 150 122        |
| LightCoral           | F0 80 80       | 240 128 128        |
| IndianRed            | CD 5C          | 205 92 92          |
| Crimson              | DC 14 3C       | 220 20 60          |
| FireBrick            | B2 22 22       | 178 34 34          |
| DarkRed              | 8B 00 00       | 139 0 0            |
| Red                  | FF 00 00       | 255 0 0            |
| Tons taronges        |                |                    |
| OrangeRed            | FF 45 00       | 255 69 0           |
| Tomato               | FF 63 47       | 255 99 71          |
| Coral                | FF 7F 50       | 255 127 80         |
| DarkOrange           | FF 8C 00       | 255 140 0          |
| Orange               | FF A5 00       | 255 165 0          |
| Gold                 | FF D7 00       | 255 215 0          |
| Tons grocs           |                |                    |
| Yellow               | FF 00          | 255 255 0          |
| LightYellow          | FF E0          | 255 255 224        |
| LemonChiffon         | FF FA CD       | 255 250 205        |
| LightGoldenrodYellow | FA D2          | 250 250 210        |
| PapayaWhip           | FF EF D5       | 255 239 213        |
| Moccasin             | FF E4 B5       | 255 228 181        |
| PeachPuff            | FF DA B9       | 255 218 185        |
| PaleGoldenrod        | EE E8 AA       | 238 232 170        |
| Khaki                | F0 E6 8C       | 240 230 140        |
| DarkKhaki            | BD B7 6B       | 189 183 107        |
| Tons marrons         |                |                    |
| Cornsilk             | FF F8 DC       | 255 248 220        |
| BlanchedAlmond       | FF EB CD       | 255 235 205        |
| Bisque               | FF E4 C4       | 255 228 196        |
| NavajoWhite          | FF DE AD       | 255 222 173        |
| Wheat                | F5 DE B3       | 245 222 179        |
| BurlyWood            | DE B8 87       | 222 184 135        |
| Tan                  | D2 B4 8C       | 210 180 140        |
| RosyBrown            | BC 8F          | 188 143 143        |
| SandyBrown           | F4 A4 60       | 244 164 96         |
| Goldenrod            | DA A5 20       | 218 165 32         |
| DarkGoldenrod        | B8 86 0B       | 184 134 11         |
| Peru                 | CD 85 3F       | 205 133 63         |
| Chocolate            | D2 69 1E       | 210 105 30         |
| SaddleBrown          | 8B 45 13       | 139 69 19          |
| Sienna               | A0 52 2D       | 160 82 45          |
| Brown                | A5 2A 2A       | 165 42 42          |
| Maroon               | 80 00 00       | 128 0 0            |

| Nom HTML          | Codi Hex R G B | Codi decimal R G B |
| ----------------- | -------------- | ------------------ |
| Tons verds        |                |                    |
| DarkOliveGreen    | 55 6B 2F       | 85 107 47          |
| Olive             | 80 80 00       | 128 128 0          |
| OliveDrab         | 6B 8E 23       | 107 142 35         |
| YellowGreen       | 9A CD 32       | 154 205 50         |
| LimeGreen         | 32 CD 32       | 50 205 50          |
| Lime              | 00 FF 00       | 0 255 0            |
| LawnGreen         | 7C FC 00       | 124 252 0          |
| Chartreuse        | 7F FF 00       | 127 255 0          |
| GreenYellow       | AD FF 2F       | 173 255 47         |
| SpringGreen       | 00 FF 7F       | 0 255 127          |
| MediumSpringGreen | 00 FA 9A       | 0 250 154          |
| LightGreen        | 90 EE 90       | 144 238 144        |
| PaleGreen         | 98 FB 98       | 152 251 152        |
| DarkSeaGreen      | 8F BC 8F       | 143 188 143        |
| MediumSeaGreen    | 3C B3 71       | 60 179 113         |
| SeaGreen          | 2E 8B 57       | 46 139 87          |
| ForestGreen       | 22 8B 22       | 34 139 34          |
| Green             | 00 80 00       | 0 128 0            |
| DarkGreen         | 00 64 00       | 0 100 0            |
| Tons cians        |                |                    |
| MediumAquamarine  | 66 CD AA       | 102 205 170        |
| Aqua              | 00 FF FF       | 0 255 255          |
| Cyan              | 00 FF FF       | 0 255 255          |
| LightCyan         | E0 FF FF       | 224 255 255        |
| PaleTurquoise     | AF EE          | 175 238 238        |
| Aquamarine        | 7F FF D4       | 127 255 212        |
| Turquoise         | 40 E0 D0       | 64 224 208         |
| MediumTurquoise   | 48 D1 CC       | 72 209 204         |
| DarkTurquoise     | 00 CE D1       | 0 206 209          |
| LightSeaGreen     | 20 B2 AA       | 32 178 170         |
| CadetBlue         | 5F 9E A0       | 95 158 160         |
| DarkCyan          | 00 8B 8B       | 0 139 139          |
| Teal              | 00 80 80       | 0 128 128          |
| Tons blaus        |                |                    |
| LightSteelBlue    | B0 C4 DE       | 176 196 222        |
| PowderBlue        | B0 E0 E6       | 176 224 230        |
| LightBlue         | AD D8 E6       | 173 216 230        |
| SkyBlue           | 87 CE EB       | 135 206 235        |
| LightSkyBlue      | 87 CE FA       | 135 206 250        |
| DeepSkyBlue       | 00 BF FF       | 0 191 255          |
| DodgerBlue        | 1E 90 FF       | 30 144 255         |
| CornflowerBlue    | 64 95 ED       | 100 149 237        |
| SteelBlue         | 46 82 B4       | 70 130 180         |
| RoyalBlue         | 41 69 E1       | 65 105 225         |
| Blue              | 00 00 FF       | 0 0 255            |
| MediumBlue        | 00 00 CD       | 0 0 205            |
| DarkBlue          | 00 00 8B       | 0 0 139            |
| Navy              | 00 00 80       | 0 0 128            |
| MidnightBlue      | 19 19 70       | 25 25 112          |

| Nom HTML        | Codi Hex R G B | Codi decimal R G B |
| --------------- | -------------- | ------------------ |
| Tons porpra     |                |                    |
| Lavender        | E6 E6 FA       | 230 230 250        |
| Thistle         | D8 BF D8       | 216 191 216        |
| Plum            | DD A0 DD       | 221 160 221        |
| Violet          | EE 82 EE       | 238 130 238        |
| Orchid          | DA 70 D6       | 218 112 214        |
| Fuchsia         | FF 00 FF       | 255 0 255          |
| Magenta         | FF 00 FF       | 255 0 255          |
| MediumOrchid    | BA 55 D3       | 186 85 211         |
| MediumPurple    | 93 70 DB       | 147 112 219        |
| BlueViolet      | 8A 2B E2       | 138 43 226         |
| DarkViolet      | 94 00 D3       | 148 0 211          |
| DarkOrchid      | 99 32 CC       | 153 50 204         |
| DarkMagenta     | 8B 00 8B       | 139 0 139          |
| Purple          | 80 00 80       | 128 0 128          |
| Indigo          | 4B 00 82       | 75 0 130           |
| DarkSlateBlue   | 48 3D 8B       | 72 61 139          |
| SlateBlue       | 6A 5A CD       | 106 90 205         |
| MediumSlateBlue | 7B 68 EE       | 123 104 238        |
| Tons blancs     |                |                    |
| White           | FF             | 255 255 255        |
| Snow            | FF FA          | 255 250 250        |
| Honeydew        | F0 FF F0       | 240 255 240        |
| MintCream       | F5 FF FA       | 245 255 250        |
| Azure           | F0 FF FF       | 240 255 255        |
| AliceBlue       | F0 F8 FF       | 240 248 255        |
| GhostWhite      | F8 F8 FF       | 248 248 255        |
| WhiteSmoke      | F5 F5 F5       | 245 245 245        |
| Seashell        | FF F5 EE       | 255 245 238        |
| Beige           | F5 F5 DC       | 245 245 220        |
| OldLace         | FD F5 E6       | 253 245 230        |
| FloralWhite     | FF FA F0       | 255 250 240        |
| Ivory           | FF F0          | 255 255 240        |
| AntiqueWhite    | FA EB D7       | 250 235 215        |
| Linen           | FA F0 E6       | 250 240 230        |
| LavenderBlush   | FF F0 F5       | 255 240 245        |
| MistyRose       | FF E4 E1       | 255 228 225        |
| Tons gris/negre |                |                    |
| Gainsboro       | DC             | 220 220 220        |
| LightGray       | D3 D3 D3       | 211 211 211        |
| Silver          | C0 C0 C0       | 192 192 192        |
| DarkGray        | A9 A9 A9       | 169 169 169        |
| Gray            | 80 80 80       | 128 128 128        |
| DimGray         | 69 69 69       | 105 105 105        |
| LightSlateGray  | 77 88 99       | 119 136 153        |
| SlateGray       | 70 80 90       | 112 128 144        |
| DarkSlateGray   | 2F 4F          | 47 79 79           |
| Black           | 00 00 00       | 0 0                |

Aquests són els colors HTML que en l'actualitat poden processar la majoria de computadores i navegadors:
| Color | Nom                | Codi    |
| ----- | ------------------ | ------- |
|       | Snow 1             | #FFFAFA |
|       | Snow 2             | #EEE9E9 |
|       | Snow 3             | #CDC9C9 |
|       | Snow 4             | #8B8989 |
|       | Seashell 1         | #FFF5EE |
|       | Seashell 2         | #EEE5DE |
|       | Seashell 3         | #CDC5BF |
|       | Seashell 4         | #8B8682 |
|       | Antique White 1    | #FFEFDB |
|       | Antique White 2    | #EEDFCC |
|       | Antique White 3    | #CDC0B0 |
|       | Antique White 4    | #8B8378 |
|       | Bisque 1           | #FFE4C4 |
|       | Bisque 2           | #EED5B7 |
|       | Bisque 3           | #CDB79E |
|       | Bisque 4           | #8B7D6B |
|       | Peach Puff 1       | #FFDAB9 |
|       | Peach Puff 2       | #EECBAD |
|       | Peach Puff 3       | #CDAF95 |
|       | Peach Puff 4       | #8B7765 |
|       | Navajo White 1     | #FFDEAD |
|       | Navajo White 2     | #EECFA1 |
|       | Navajo White 3     | #CDB38B |
|       | Navajo White 4     | #8B795E |
|       | Lemon Chiffon 1    | #FFFACD |
|       | Lemon Chiffon 2    | #EEE9BF |
|       | Lemon Chiffon 3    | #CDC9A5 |
|       | Lemon Chiffon 4    | #8B8970 |
|       | Corn Silk 1        | #FFF8DC |
|       | Corn Silk 2        | #EEE8CD |
|       | Corn Silk 3        | #CDC8B1 |
|       | Corn Silk 4        | #8B8878 |
|       | Ivory 1            | #FFFFF0 |
|       | Ivory 2            | #EEEEE0 |
|       | Ivory 3            | #CDCDC1 |
|       | Ivory 4            | #8B8B83 |
|       | Honeydew 1         | #F0FFF0 |
|       | Honeydew 2         | #E0EEE0 |
|       | Honeydew 3         | #C1CDC1 |
|       | Honeydew 4         | #838B83 |
|       | Lavender Blush 1   | #FFF0F5 |
|       | Lavender Blush 2   | #EEE0E5 |
|       | Lavender Blush 3   | #CDC1C5 |
|       | Lavender Blush 4   | #8B8386 |
|       | Misty Rose 1       | #FFE4E1 |
|       | Misty Rose 2       | #EED5D2 |
|       | Misty Rose 3       | #CDB7B5 |
|       | Misty Rose 4       | #8B7D7B |
|       | Azure 1            | #F0FFFF |
|       | Azure 2            | #E0EEEE |
|       | Azure 3            | #C1CDCD |
|       | Azure 4            | #838B8B |
|       | Slate Blue 1       | #836FFF |
|       | Slate Blue 2       | #7A67EE |
|       | Slate Blue 3       | #6959CD |
|       | Slate Blue 4       | #473C8B |
|       | Royal Blue 1       | #4876FF |
|       | Royal Blue 2       | #436EEE |
|       | Royal Blue 3       | #3A5FCD |
|       | Royal Blue 4       | #27408B |
|       | Blue 1             | #0000FF |
|       | Blue 2             | #0000EE |
|       | Blue 3             | #0000CD |
|       | Blue 4             | #00008B |
|       | Dodger Blue 1      | #1E90FF |
|       | Dodger Blue 2      | #1C86EE |
|       | Dodger Blue 3      | #1874CD |
|       | Dodger Blue 4      | #104E8B |
|       | Steel Blue 1       | #63B8FF |
|       | Steel Blue 2       | #5CACEE |
|       | Steel Blue 3       | #4F94CD |
|       | Steel Blue 4       | #36648B |
|       | Deep Sky Blue 1    | #00BFFF |
|       | Deep Sky Blue 2    | #00B2EE |
|       | Deep Sky Blue 3    | #009ACD |
|       | Deep Sky Blue 4    | #00688B |
|       | Sky Blue 1         | #87CEFF |
|       | Sky Blue 2         | #7EC0EE |
|       | Sky Blue 3         | #6CA6CD |
|       | Sky Blue 4         | #4A708B |
|       | Light Sky Blue 1   | #B0E2FF |
|       | Light Sky Blue 2   | #A4D3EE |
|       | Light Sky Blue 3   | #8DB6CD |
|       | Light Sky Blue 4   | #607B8B |
|       | Slate Gray 1       | #C6E2FF |
|       | Slate Gray 2       | #B9D3EE |
|       | Slate Gray 3       | #9FB6CD |
|       | Slate Gray 4       | #6C7B8B |
|       | Light Steel Blue 1 | #CAE1FF |
|       | Light Steel Blue 2 | #BCD2EE |
|       | Light Steel Blue 3 | #A2B5CD |
|       | Light Steel Blue 4 | #6E7B8B |
|       | Light Blue 1       | #BFEFFF |
|       | Light Blue 2       | #B2DFEE |
|       | Light Blue 3       | #9AC0CD |
|       | Light Blue 4       | #68838B |
|       | Light Cyan 1       | #E0FFFF |
|       | Light Cyan 2       | #D1EEEE |
|       | Light Cyan 3       | #B4CDCD |
|       | Light Cyan 4       | #7A8B8B |
|       | Pale Turquoise 1   | #BBFFFF |
|       | Pale Turquoise 2   | #AEEEEE |
|       | Pale Turquoise 3   | #96CDCD |
|       | Pale Turquoise 4   | #668B8B |
|       | Cadet Blue 1       | #98F5FF |
|       | Cadet Blue 2       | #8EE5EE |
|       | Cadet Blue 3       | #7AC5CD |
|       | Cadet Blue 4       | #53868B |
|       | Turquoise 1        | #00F5FF |
|       | Turquoise 2        | #00E5EE |
|       | Turquoise 3        | #00C5CD |
|       | Turquoise 4        | #00868B |
|       | Cyan 1             | #00FFFF |
|       | Cyan 2             | #00EEEE |
|       | Cyan 3             | #00CDCD |
|       | Cyan 4             | #008B8B |
|       | Dark Slate Gray 1  | #97FFFF |
|       | Dark Slate Gray 2  | #8DEEEE |
|       | Dark Slate Gray 3  | #79CDCD |
|       | Dark Slate Gray 4  | #528B8B |
|       | Aquamarine 1       | #7FFFD4 |
|       | Aquamarine 2       | #76EEC6 |
|       | Aquamarine 3       | #66CDAA |
|       | Aquamarine 4       | #458B74 |
|       | Dark Sea Green 1   | #C1FFC1 |
|       | Dark Sea Green 2   | #B4EEB4 |
|       | Dark Sea Green 3   | #9BCD9B |
|       | Dark Sea Green 4   | #698B69 |
|       | Sea Green 1        | #54FF9F |
|       | Sea Green 2        | #4EEE94 |
|       | Sea Green 3        | #43CD80 |
|       | Sea Green 4        | #2E8B57 |
|       | Pale Green 1       | #9AFF9A |
|       | Pale Green 2       | #90EE90 |
|       | Pale Green 3       | #7CCD7C |
|       | Pale Green 4       | #548B54 |
|       | Spring Green 1     | #00FF7F |
|       | Spring Green 2     | #00EE76 |
|       | Spring Green 3     | #00CD66 |
|       | Spring Green 4     | #008B45 |
|       | Green 1            | #00FF00 |
|       | Green 2            | #00EE00 |
|       | Green 3            | #00CD00 |
|       | Green 4            | #008B00 |
|       | Chartreuse 1       | #7FFF00 |
|       | Chartreuse 2       | #76EE00 |
|       | Chartreuse 3       | #66CD00 |
|       | Chartreuse 4       | #458B00 |
|       | Olive Drab 1       | #C0FF3E |
|       | Olive Drab 2       | #B3EE3A |
|       | Olive Drab 3       | #9ACD32 |
|       | Olive Drab 4       | #698B22 |
|       | Dark Olive Green 1 | #CAFF70 |
|       | Dark Olive Green 2 | #BCEE68 |
|       | Dark Olive Green 3 | #A2CD5A |
|       | Dark Olive Green 4 | #6E8B3D |
|       | Khaki 1            | #FFF68F |
|       | Khaki 2            | #EEE685 |
|       | Khaki 3            | #CDC673 |
|       | Khaki 4            | #8B864E |
|       | Light Goldenrod 1  | #FFEC8B |
|       | Light Goldenrod 2  | #EEDC82 |
|       | Light Goldenrod 3  | #CDBE70 |
|       | Light Goldenrod 4  | #8B814C |
|       | Light Yellow 1     | #FFFFE0 |
|       | Light Yellow 2     | #EEEED1 |
|       | Light Yellow 3     | #CDCDB4 |
|       | Light Yellow 4     | #8B8B7A |
|       | Yellow 1           | #FFFF00 |
|       | Yellow 2           | #EEEE00 |
|       | Yellow 3           | #CDCD00 |
|       | Yellow 4           | #8B8B00 |
|       | Gold 1             | #FFD700 |
|       | Gold 2             | #EEC900 |
|       | Gold 3             | #CDAD00 |
|       | Gold 4             | #8B7500 |
|       | Goldenrod 1        | #FFC125 |
|       | Goldenrod 2        | #EEB422 |
|       | Goldenrod 3        | #CD9B1D |
|       | Goldenrod 4        | #8B6914 |
|       | Dark Goldenrod 1   | #FFB90F |
|       | Dark Goldenrod 2   | #EEAD0E |
|       | Dark Goldenrod 3   | #CD950C |
|       | Dark Goldenrod 4   | #8B658B |
|       | Rosy Brown1        | #FFC1C1 |
|       | Rosy Brown 2       | #EEB4B4 |
|       | Rosy Brown 3       | #CD9B9B |
|       | Rosy Brown 4       | #8B6969 |
|       | Indian Red 1       | #FF6A6A |
|       | Indian Red 2       | #EE6363 |
|       | Indian Red 3       | #CD5555 |
|       | Indian Red 4       | #8B3A3A |
|       | Sienna 1           | #FF8247 |
|       | Sienna 2           | #EE7942 |
|       | Sienna 3           | #CD6839 |
|       | Sienna 4           | #8B4726 |
|       | Burlywood 1        | #FFD39B |
|       | Burlywood 2        | #EEC591 |
|       | Burlywood 3        | #CDAA7D |
|       | Burlyood 4         | #8B7355 |
|       | Wheat 1            | #FFE7BA |
|       | Wheat 2            | #EED8AE |
|       | Wheat 3            | #CDBA96 |
|       | Wheat 4            | #8B7E66 |
|       | Tan 1              | #FFA54F |
|       | Tan 2              | #EE9A49 |
|       | Tan 3              | #CD853F |
|       | Tan 4              | #8B5A2B |
|       | Chocolate 1        | #FF7F24 |
|       | Chocolate 2        | #EE7621 |
|       | Chocolate 3        | #CD661D |
|       | Chocolate 4        | #8B4513 |
|       | Firebrick 1        | #FF3030 |
|       | Firebrick 2        | #EE2C2C |
|       | Firebrick 3        | #CD2626 |
|       | Firebrick 4        | #8B1A1A |
|       | Brown 1            | #FF4040 |
|       | Brown 2            | #EE3B3B |
|       | Brown 3            | #CD3333 |
|       | Brown 4            | #8B2323 |
|       | Salmon 1           | #FF8C69 |
|       | Salmon 2           | #EE8262 |
|       | Salmon 3           | #CD7054 |
|       | Salmon 4           | #8B4C39 |
|       | Light Salmon 1     | #FFA07A |
|       | Light Salmon 2     | #EE9572 |
|       | Light Salmon 3     | #CD8162 |
|       | Light Salmon 4     | #8B5742 |
|       | Orange 1           | #FFA500 |
|       | Orange 2           | #EE9A00 |
|       | Orange 3           | #CD8500 |
|       | Orange 4           | #8B5A00 |
|       | Dark Orange 1      | #FF7F00 |
|       | Dark Orange 2      | #EE7600 |
|       | Dark Orange 3      | #CD6600 |
|       | Dark Orange 4      | #8B4500 |
|       | Coral 1            | #FF7256 |
|       | Coral 2            | #EE6A50 |
|       | Coral 3            | #CD5B45 |
|       | Coral 4            | #8B3E2F |
|       | Tomato 1           | #FF6347 |
|       | Tomato 2           | #EE5C42 |
|       | Tomato 3           | #CD4F39 |
|       | Tomato 4           | #8B3626 |
|       | Orange Red 1       | #FF4500 |
|       | Orange Red 2       | #EE4000 |
|       | Orange Red 3       | #CD3700 |
|       | Orange Red 4       | #8B2500 |
|       | Red 1              | #FF0000 |
|       | Red 2              | #EE0000 |
|       | Red 3              | #CD0000 |
|       | Red 4              | #8B0000 |
|       | Deep Pink 1        | #FF1493 |
|       | Deep Pink 2        | #EE1289 |
|       | Deep Pink 3        | #CD1076 |
|       | Deep Pink 4        | #8B0A50 |
|       | Hot Pink 1         | #FF6EB4 |
|       | Hot Pink 2         | #EE6AA7 |
|       | Hot Pink 3         | #CD6090 |
|       | Hot Pink 4         | #8B3A62 |
|       | Pink 1             | #FFB5C5 |
|       | Pink 2             | #EEA9B8 |
|       | Pink 3             | #CD919E |
|       | Pink 4             | #8B636C |
|       | Light Pink 1       | #FFAEB9 |
|       | Light Pink 2       | #EEA2AD |
|       | Light Pink 3       | #CD8C95 |
|       | Light Pink 4       | #8B5F65 |
|       | Pale Violet Red 1  | #FF82AB |
|       | PaleVioletRed2     | #EE799F |
|       | Pale Violet Red 3  | #CD6889 |
|       | Pale Violet Red 4  | #8B475D |
|       | Maroon 1           | #FF34B3 |
|       | Maroon 2           | #EE30A7 |
|       | Maroon 3           | #CD2990 |
|       | Maroon 4           | #8B1C62 |
|       | Violet Red 1       | #FF3E96 |
|       | Violet Red 2       | #EE3A8C |
|       | Violet Red 3       | #CD3278 |
|       | Violet Red 4       | #8B2252 |
|       | Magenta 1          | #FF00FF |
|       | Magenta 2          | #EE00EE |
|       | Magenta 3          | #CD00CD |
|       | Magenta 4          | #8B008B |
|       | Orchid 1           | #FF83FA |
|       | Orchid 2           | #EE7AE9 |
|       | Orchid 3           | #CD69C9 |
|       | Orchid 4           | #8B4789 |
|       | Plum 1             | #FFBBFF |
|       | &nbs               | #EEAEEE |
|       | Plum 3             | #CD96CD |
|       | Plum 4             | #8B668B |
|       | Medium Orchid 1    | #E066FF |
|       | Medium Orchid 2    | #D15FEE |
|       | Medium Orchid 3    | #B452CD |
|       | Medium Orchid 4    | #7A378B |
|       | Dark Orchid 1      | #BF3EFF |
|       | Dark Orchid 2      | #B23AEE |
|       | Dark Orchid 3      | #9A32CD |
|       | Dark Orchid 4      | #68228B |
|       | Purple1            | #9B30FF |
|       | Purple2            | #912CEE |
|       | Purple3            | #7D26CD |
|       | Purple 4           | #551A8B |
|       | Medium Purple 1    | #AB82FF |
|       | Medium Purple 2    | #9F79EE |
|       | Medium Purple 3    | #8968CD |
|       | Medium Purple 4    | #5D478B |
|       | Thistle 1          | #FFE1FF |
|       | Thistle 2          | #EED2EE |
|       | Thistle 3          | #CDB5CD |
|       | Thistle 4          | #8B7B8B |
|       | Gray 91            | #E8E8E8 |
|       | Gray 81            | #CFCFCF |
|       | Gray 71            | #B5B5B5 |
|       | Gray 61            | #9C9C9C |
|       | Gray 51            | #828282 |
|       | Gray 41            | #696969 |
|       | Gray 31            | #4F4F4F |
|       | Gray 21            | #363636 |
|       | Gray 11            | #1C1C1C |

| Color | Nom                 | Codi    |
| ----- | ------------------- | ------- |
|       | Snow                | #FFFAFA |
|       | Ghost White         | #F8F8FF |
|       | White Smoke         | #F5F5F5 |
|       | Gainsboro           | #DCDCDC |
|       | FloralWhite         | #FFFAF0 |
|       | Old Lace            | #FDF5E6 |
|       | Linen               | #FAF0E6 |
|       | Antique White       | #FAEBD7 |
|       | Papaya Whip         | #FFEFD5 |
|       | Blanched Almond     | #FFEBCD |
|       | Bisque              | #FFE4C4 |
|       | PeachPuff           | #FFDAB9 |
|       | Navajo White        | #FFDEAD |
|       | Moccasin            | #FFE4B5 |
|       | Cornsilk            | #FFF8DC |
|       | Ivory               | #FFFFF0 |
|       | Lemon Chiffon       | #FFFACD |
|       | Seashell            | #FFF5EE |
|       | Honeydew            | #F0FFF0 |
|       | Mint Cream          | #F5FFFA |
|       | Azure               | #F0FFFF |
|       | Alice Blue          | #F0F8FF |
|       | Lavender            | #E6E6FA |
|       | Lavender Blush      | #FFF0F5 |
|       | Misty Rose          | #FFE4E1 |
|       | White               | #FFFFFF |
|       | Black               | #000000 |
|       | Dark Slate Gray     | #2F4F4F |
|       | Dim Grey            | #696969 |
|       | SlateGrey           | #708090 |
|       | Light Slate Gray    | #778899 |
|       | Dark Grey           | #A9A9A9 |
|       | Gray                | #BEBEBE |
|       | Light Gray          | #D3D3D3 |
|       | Midnight Blue       | #191970 |
|       | Navy Blue           | #000080 |
|       | Cornflower Blue     | #6495ED |
|       | Dark Slate Blue     | #483D8B |
|       | Slate Blue          | #6A5ACD |
|       | Medium Slate Blue   | #7B68EE |
|       | Light Slate Blue    | #8470FF |
|       | Medium Blue         | #0000CD |
|       | Royal Blue          | #4169E1 |
|       | Blue                | #0000FF |
|       | Dodger Blue         | #1E90FF |
|       | Deep Sky Blue       | #00BFFF |
|       | Sky Blue            | #87CEEB |
|       | Light Sky Blue      | #87CEFA |
|       | Steel Blue          | #4682B4 |
|       | Light Steel Blue    | #B0C4DE |
|       | Light Blue          | #ADD8E6 |
|       | Powder Blue         | #B0E0E6 |
|       | Pale Turquoise      | #AFEEEE |
|       | Dark Turquoise      | #00CED1 |
|       | Medium Turquoise    | #48D1CC |
|       | Turquoise           | #40E0D0 |
|       | Cyan                | #00FFFF |
|       | Light Cyan          | #E0FFFF |
|       | Cadet Blue          | #5F9EA0 |
|       | Medium Aquamarine   | #66CDAA |
|       | Aquamarine          | #7FFFD4 |
|       | Dark Green          | #006400 |
|       | Dark Olive Green    | #556B2F |
|       | Dark Sea Green      | #8FBC8F |
|       | Sea                 | #2E8B57 |
|       | Medium Sea Green    | #3CB371 |
|       | Light Sea Green     | #20B2AA |
|       | Pale Green          | #98FB98 |
|       | Light Green         | #90EE90 |
|       | Spring Green        | #00FF7F |
|       | Lawn Green          | #7CFC00 |
|       | Green               | #00FF00 |
|       | Chartreuse          | #7FFF00 |
|       | Medium Spring Green | #00FA9A |
|       | Green Yellow        | #ADFF2F |
|       | Lime Green          | #32CD32 |
|       | Yellow Green        | #9ACD32 |
|       | Forest Green        | #228B22 |
|       | Olive Drab          | #6B8E23 |
|       | Dark Khaki          | #BDB76B |
|       | Pale Goldenrod      | #EEE8AA |
|       | Light Goldenrod     | #FAFAD2 |
|       | Light Yellow        | #FFFFE0 |
|       | Yellow              | #FFFF00 |
|       | Gold                | #FFD700 |
|       | Light Goldenrod     | #EEDD82 |
|       | Goldenrod           | #DAA520 |
|       | Dark Goldenrod      | #B8860B |
|       | Rosy Brown          | #BC8F8F |
|       | Indian Red          | #CD5C5C |
|       | Saddle Brown        | #8B4513 |
|       | Sienna              | #A0522D |
|       | Peru                | #CD853F |
|       | Burlywood           | #DEB887 |
|       | Beige               | #F5F5DC |
|       | Wheat               | #F5DEB3 |
|       | Sandy Brown         | #F4A460 |
|       | Tan                 | #D2B48C |
|       | Chocolate           | #D2691E |
|       | Firebrick           | #B22222 |
|       | Brown               | #A52A2A |
|       | Dark Salmon         | #E9967A |
|       | Salmon              | #FA8072 |
|       | Light Salmon        | #FFA07A |
|       | Orange              | #FFA500 |
|       | Dark Orange         | #FF8C00 |
|       | Coral               | #FF7F50 |
|       | Light Coral         | #F08080 |
|       | Tomato              | #FF6347 |
|       | Orange Red          | #FF4500 |
|       | Red                 | #FF0000 |
|       | Hot Pink            | #FF69B4 |
|       | Deep Pink           | #FF1493 |
|       | Pink                | #FFC0CB |
|       | Light Pink          | #FFB6C1 |
|       | Pale Violet Red     | #DB7093 |
|       | Maroon              | #B03060 |
|       | Medium Violet Red   | #C71585 |
|       | Violet Red          | #D02090 |
|       | Magenta             | #FF00FF |
|       | Violet              | #EE82EE |
|       | Plum                | #DDA0DD |
|       | Orchid              | #DA70D6 |
|       | Medium Orchid       | #BA55D3 |
|       | Dark Orchid         | #9932CC |
|       | Dark Violet         | #9400D3 |
|       | Blue Violet         | #8A2BE2 |
|       | Purple              | #A020F0 |
|       | Medium Purple       | #9370DB |
|       | Thistle             | #D8BFD8 |
|       | Dark Blue           | #00008B |
|       | Dark Cyan           | #008B8B |
|       | Dark Magenta        | #8B008B |
|       | Dark Red            | #8B0000 |